# Errafiaya
Errafiaya (en àrab الرافعية, ar-Rāfiʿayya; en amazic ⵕⴰⴼⵉⵄⵢⵢⴰ) és una comuna rural de la província d'El Kelâa des Sraghna, a la regió de Marràqueix-Safi, al Marroc. Segons el cens de 2014 tenia una població total de 5.502 persones.